# لؤي وائل
لؤي وائل مواليد 4 يونيو 1992 في الأسكندرية، هو لاعب كرة قدم مصري يلعب لنادي الجونة كمدافع. بدأ لؤي وائل مسيرته الرياضية وقد انتقل إلى نادي الإنتاج الحربي في صفقة انتقال حر.

وفي 2 يونيو 2018 انتقل لنادي الجونة لمدة موسمين في صفقة انتقال حر.

## روابط خارجية
- لؤي وائل على موقع قاعدة بيانات كرة القدم.إي يو (الإنجليزية)
- لؤي وائل على موقع Soccerway.com (الإنجليزية)